# Международный аэропорт План-де-Гуадалупе
Международный аэропорт План-де-Гуадалупе (исп. Aeropuerto Internacional Plan de Guadalupe), (ИАТА: SLW, ИКАО: MMIO) — международный аэропорт, расположенный вблизи города Рамос-Ариспе, штат Коауила, Мексика. Аэропорт обслуживает столицу штата — город Сальтильо.
Оператор — компания Administradora Coahuilense de Infraestructura y Transporte Aéreo.